# La fortuna viene e va
La fortuna viene e va (Get Rich Quick) è un film del 1951 diretto da Jack Kinney. È un cortometraggio animato della serie Goofy, prodotto dalla Walt Disney Productions, uscito negli Stati Uniti il 31 agosto 1951 e distribuito dalla RKO Radio Pictures.

## Trama
George Geef è ossessionato dal gioco d'azzardo a tal punto che, al lavoro, arriva a scommettere il pranzo, perdendo. Più tardi, dopo aver perso alla slot machine, vince tanti soldi a una bisca clandestina e va a scommetterli all'ippodromo, perdendo. George infine va a giocare a poker e, nonostante mostri inavvertitamente le carte agli avversari, riesce a vincere un bel po' di denaro. Vedendo che è tardi decide di andare a casa, ma viene scoperto dalla moglie che, dopo averlo picchiato, si accorge della vincita e si appropria dei soldi, mentre George esclama che "la fortuna così come viene se ne va".

## Distribuzione

### Edizioni home video

#### VHS
- Pippo nel pallone (gennaio 1988)[1]
- Pippo star dei mondiali (maggio 1994)[2]

#### DVD
Il cortometraggio è incluso nel DVD Walt Disney Treasures: Pippo, la collezione completa.